# العلاقات التشادية الأيرلندية
العلاقات التشادية الأيرلندية هي العلاقات الثنائية التي تجمع بين تشاد وجمهورية أيرلندا.

## مقارنة بين البلدين
هذه مقارنة عامة ومرجعية للدولتين:
| وجه المقارنة                                              | تشاد                      | جمهورية أيرلندا                                       |
| --------------------------------------------------------- | ------------------------- | ----------------------------------------------------- |
| المساحة (كم2)                                             | 1.28 مليون                | 70.27 ألف                                             |
| عدد السكان (نسمة)                                         | 15.23 مليون               | 4.76 مليون                                            |
| الكثافة السكانية (ن./كم²)                                 | 11.9                      | 67.74                                                 |
| العاصمة                                                   | انجمينا                   | دبلن                                                  |
| اللغة الرسمية                                             | لغة فرنسية، اللغة العربية | اللغة الأيرلندية، لغة إنجليزية، الإنجليزية الأيرلندية |
| العملة                                                    | فرنك وسط أفريقي           | جنيه أيرلندي، يورو، عملات اليورو الأيرلندية           |
| الناتج المحلي الإجمالي (بليون دولار)                      | 9.98 مليار                | 333.73 مليار                                          |
| الناتج المحلي الإجمالي (تعادل القوة الشرائية) بليون دولار | 30.54 مليار               | 318.16 مليار                                          |
| الناتج المحلي الإجمالي الاسمي للفرد دولار أمريكي          | 775                       | 61.13 ألف                                             |
| الناتج المحلي الإجمالي للفرد دولار أمريكي                 | 2.18 ألف                  |                                                       |
| مؤشر التنمية البشرية                                      | 0.392                     | 0.916                                                 |
| رمز المكالمات الدولي                                      | +235                      | +353                                                  |
| رمز الإنترنت                                              | .td                       | .ie                                                   |
| المنطقة الزمنية                                           | ت ع م+01:00               | 00، ت ع م+01:00، أوروبا/دبلن ‏                         |

## منظمات دولية مشتركة
يشترك البلدان في عضوية مجموعة من المنظمات الدولية، منها:
| علم المنظمة | اسم المنظمة                               | تاريخ انضمام تشاد | تاريخ انضمام جمهورية أيرلندا |
| ----------- | ----------------------------------------- | ----------------- | ---------------------------- |
|             | مؤسسة التنمية الدولية                     | 7 نوفمبر 1963     | 22 ديسمبر 1960               |
|             | يونسكو                                    | 19 ديسمبر 1960    | 3 أكتوبر 1961                |
|             | وكالة ضمان الاستثمار متعدد الأطراف        | 11 يونيو 2002     | 27 أكتوبر 1989               |
|             | الأمم المتحدة                             | 20 سبتمبر 1960    | 14 ديسمبر 1955               |
|             | الاتحاد البريدي العالمي                   | ?                 | ?                            |
|             | البنك الدولي للإنشاء والتعمير             | 10 يوليو 1963     | 8 أغسطس 1957                 |
|             | الاتحاد الدولي للاتصالات                  | 25 نوفمبر 1960    | 8 ديسمبر 1923                |
|             | منظمة حظر الأسلحة الكيميائية              | ?                 | ?                            |
|             | مؤسسة التمويل الدولية                     | 2 أبريل 1998      | 11 سبتمبر 1958               |
|             | المركز الدولي لتسوية المنازعات الاستشارية | 14 أكتوبر 1966    | 7 مايو 1981                  |
|             | منظمة التجارة العالمية                    | ?                 | ?                            |
|             | منظمة الشرطة الجنائية الدولية             | ?                 | ?                            |

## وصلات خارجية
- موقع وزارة الخارجية الأيرلندية